# یواس‌اس گرند فورکس (پی‌اف-۱۱)
یواس‌اس گرند فورکس (پی‌اف-۱۱) (به انگلیسی: USS Grand Forks (PF-11)) یک کشتی بود که طول آن 303 ft 11 in (92.6 m) بود. این کشتی در سال ۱۹۴۳ ساخته شد.